# Das Lächeln der Nemesis
Das Lächeln der Nemesis („Not without Flowers“) ist ein 2006 erschienener Roman von Amma Darko. Es geht um Themen wie Umgang mit psychischen Störungen, um Untreue und Beziehungen zu „Sugar Daddys“ sowie um Polygamie.
Die in dem vorhergehenden Roman Die Gesichtslosen  eingeführte gemeinnützige Organisation MUTE und der Moderator von Harvest fm, Sylv Po, spielen auch in diesem Werk eine entscheidende Rolle.

## Inhalt
Die Studentin Randa befreit gemeinsam mit ihren Geschwistern die demente Mutter aus einem Gebets-Camp.
Ihre Wege kreuzen sich bald mit denen Idans, der mit Aggie verheiratet ist, die in der gemeinnützigen Organisation MUTE arbeitet. Aggie erhält eine mysteriöse Drohung.

## Ausgaben
- Deutsche Erstausgabe (Übersetzung: Kirsten Esser): Schmetterling Verlag 2006, ISBN 9783896571304
- Englische Erstausgabe: Subsaharan Publishers, Ghana 2007, ISBN 9789988647131